# Vruchtenpulp

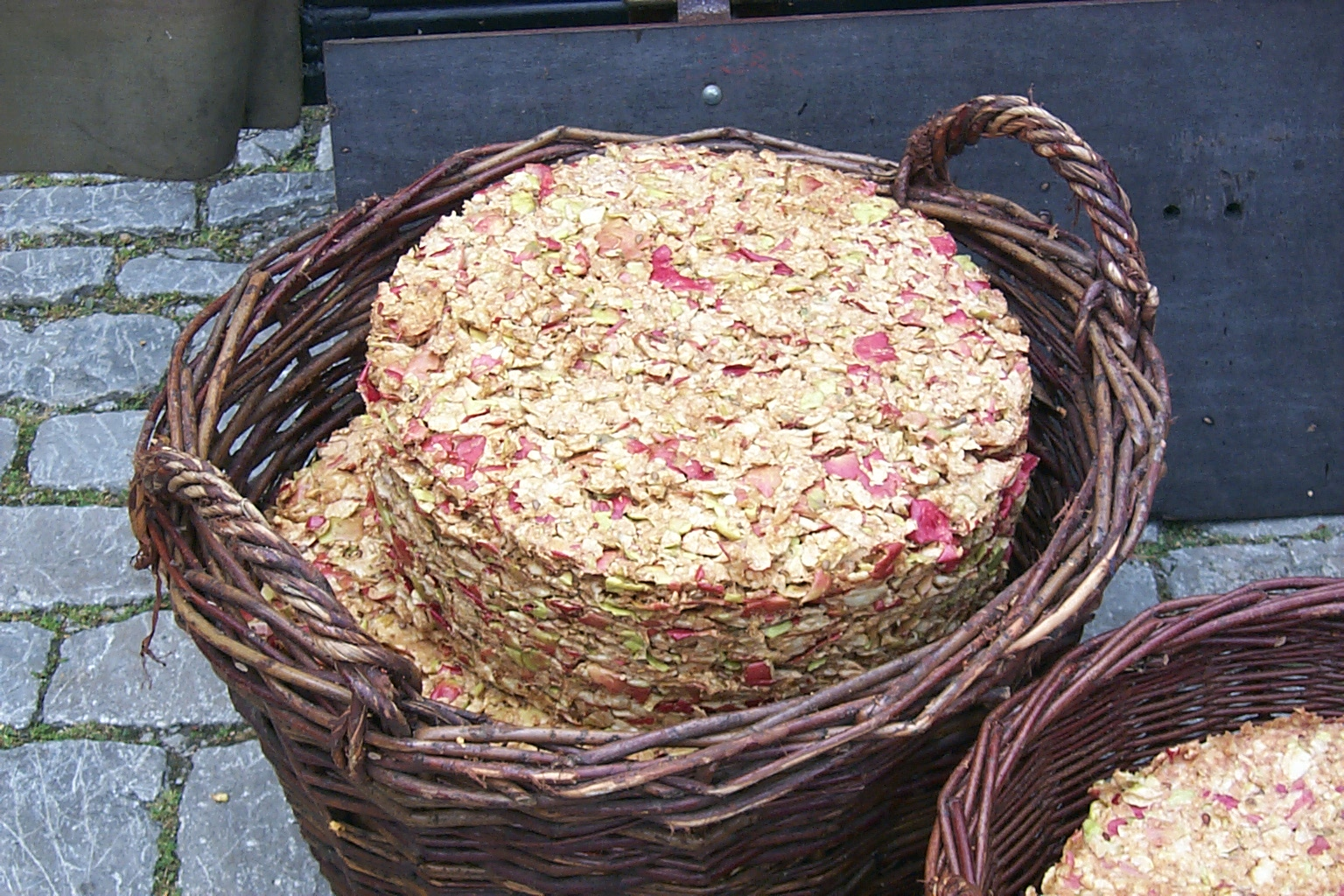
Vruchtenpulp van appels

Vruchtenpulp bestaat overwegend uit vaste delen, die overblijven na het persen van vruchten voor de winning van vruchtensappen, zoals sinaasappelsap, appelsap en druivensap. Ook bij het persen van wortelen of tomaten blijft pulp over. Deze vruchtenpulp wordt afgezet als veevoer en gebruikt voor de winning van pectine.
Vruchtenpulp kan ook bestaan uit hele vruchten van zachtfruit, zoals aardbeien en bramen en wordt gebruikt voor het maken van jams. In landen als Frankrijk (marc), Italië (grappa) en Duitsland wordt van vruchtenpulp ook dikwijls een destilaat gestookt.